# Yashiro Nanakase
Yashiro Nanakase (七枷 社 Nanakase Yashiro?) es un personaje ficticio de la serie de videojuegos de SNK Playmore The King of Fighters. Su primera aparición, y única, fue en The King of Fighters '97. Aparece también en las ediciones especiales de The King of Fighters '98 y 2002.

## Descripción
Yashiro tiene una banda en cual tiene como miembros a Shermie y a Chris, sus mejores amigos. Sin embargo, Iori Yagami tiene una banda de mucho más éxito que la suya por lo cual tiene un resentimiento hacia él. Tratando de buscar venganza Yashiro entra al torneo de The King of Fighters para derrotar a Iori formando equipo con sus compañeros de la banda, para así humillarlo. 
A pesar de ello, Yashiro y su equipo no demostraron ser oponentes fuertes y fueron eliminados del torneo fácilmente. Después de que se creían desaparecidos Yashiro, Shermie y Chris aparecen frente al equipo ganador revelando que ellos son los descendientes de Orochi. Así se les enfrentaron Kyo, Iori y Chizuru, pero fueron derrotados. Tras su derrota, ceden su energía para revivir a Orochi quien se manifiesta en el cuerpo de Chris. Sin embargo, Orochi es derrotado nuevamente por la combinación de Kyo, Iori y es finalmente Chizuru quien se encarga de sellarlo nuevamente.

## Perfil
Las técnicas de Yashiro Nanakase en estado normal: el Missile Might Bash y el Final Impact. Ya en su otro estado (berserk u Orochi) sus movimientos y técnicas de lucha consisten en agarres y llaves de judo (las mismas de Goro Daimon), entre las que se encuentran: Ankoku Jigoku Gokuraku Otoshi, Arabaru Daichi, Hoeru Daichi y el Harmagedon (técnica aparecida en The King of Fighters 2002).
Yashiro ha demostrado ser el miembro más poderoso del equipo, tanto el normal como el Orochi, ya que sus ataques causan un daño descomunal, su poder de super desesperación en la KOF '97 da un combo de 27 golpes, se cubra o no, le causa un grave daño. La versión Orochi puede hacer un ataque de llave, pero si no lo agarra puede dejar cargando el puño antes de lanzar un puñetazo de larga distancia, el cual se vuelve de corta distancia al quitárselo y dárselo al Yashiro normal. Incluso su poder escondido de desesperación es imbloqueable, y solo es superado en daño por los similares de Daimon y Maxima.

## Popularidad y legado
Pese a haber aparecido inicialmente en dos únicos juegos (The King of Fighters '97 y The King of Fighters '98), su estilo y popularidad lo hicieron uno de los personajes más exitosos de la serie, e impactaron en los juegos de pelea. Varios personajes, incluyendo a Haiji Mibu de Daraku Tenshi "The fallen angels", Radel de "Rage of the dragons" y Kevin Ryan, de Garou: Mark of the wolves (de la propia SNK), comparten apariencia, rasgos de personalidad y estilo de combate con Yashiro. Los diseñadores han confirmado la inspiración en Yashiro para la creación de dichos personajes.
La popularidad de Yashiro provocó su posterior aparición -junto a su equipo- en juegos no canónicos de The King of Fighters, como The King of Fighters 2002 y The King of Fighters Neowave. Además de eso, en la actualidad continúa siendo personaje disponible en juegos como The King of Fighters '98: Ultimate Match y The King of Fighters 2002: Unlimited Match.